# إيفان سانشيز
إيفان سانشيز، (بالإسبانية: Iván Sánchez)‏، (وُلِد 19 نوفمبر، 1974 في موستوليس، مدريد، إسبانيا)، مُمثِل وعارض أزياء إسبانيا.

## حياته المُبكرة
وُلِد إيفان بِموستوليس، مدريد، إسبانيا في 19 نوفمبر عام 1974. عندما أنهى الثانوية العامة أدرك أن حُلمه هو رؤية العالم والسفر، لذا بدأ يعمل كَعارض أزياء وهو في الثامنة عشر من عمره.
عَمِل كعارض أزياء في أماكن مُختلفة من العالم وسنحت له الفرصة وموهبته للوقوف على العديد من المنصات الشهيرة والهامة قبل أن يتجه للعمل كممثل.

## حياته المهنية
بعد عمله في عرض الأزياء كنموذج قرر إيفان الاتجاه للتمثيل وكان عليه أن يُثبت موهبته وأنّه أكثر من مُجرد عارض أزياء.
بدأ إيفان بلعب أدوار ثانوية قبل أن يحصل على دور البطولة وكان أول ظهور له كممثل في التلفزيون عام 1998 في مُسلسل "Periodistas" الذي أنتهى تصويره عام 2002 م.
وعام 2003 لعب العديد من الأدوار مِنها:
- (2003 - London Street).
- (El pantano - 2003).
- (2003 - 7 vidas بدور راؤول).
- (2003 - El comisario - بدور داني).
- (2003 - Aquí no hay quien viva - بدور فران).
- (وان باسو أديلانت - 2003).
- (2002 - 2003 - Javier ya no vive solo).

وظهر أيضًا في فيلم (Besos de gato 2003).
وعام 2004 ظهر في مسلسل "La sopa boba" بدور خافيير ومسلسل "De moda".
وسُرعان ما أخذ أول دور بطولة له عام 2005 في المسلسل الذي حقق نجاحًا كبيرًا آنذاك (2005 - El auténtico Rodrigo Leal - Rodrigo)
و (2006 -Con dos tacones)، ولعب دور الدكتور Raúl Lara في المسلسل الإسباني الناجح هوسبيتال سنترال من سنة 2006 إلى 2011.
وخلال تلك السنين ظهر في العديد من الافلام مِنها:
- Cíclope (2010).
- Paco (2009).
- Enloquecidas(2008).
- El efecto Rubik (2006).

بعد انتهاء مُسلسل هوسبيتال سنترال، لعب عدة أدوار مِنها:
- 2011 - Hispania, la leyenda - Fabio.
- 2011 - La reina del Sur - Santiago.
- 2012 - Imperium.

وسنة 2013 كانت فرصته الكبرى حتى يدخل الدراما المكسيكية من أوسع أبوابها ويشتهر في أمريكا اللاتينية، عندما قام بِلعب دور الشرير الرئيسي في مسلسل العاصفة وأخذ دور البطولة جنباً إلى جنب مع ويليام ليفي وملكة جمال العالم السابقة خيمينا نافاريتي حيثُ مَثل شخصية هيرنان سالدانيا (بالإسبانية: Hernán Saldaña)‏.
وحقق شهرةً واسعةً ونجاحاً باهراً، وفاز بِجائزة أفضل وغد «شرير» لِعام 2014 في جوائز "TVyNovelas".

## حياته الشخصية
ارتبط عام 2006 في علاقة غرامية مع الممثلة والمذيعة الإسبانية إيليا غاليرا التي تعرف عليها أثناء تصوير مسلسل هوسبيتال سنترال، حيثُ كانت تشاركه البطولة وأنجب مِنها طفلتان، ابنتهما الكُبرى وهيّ خيمينا سانشيز ولدت سنة 2006, وابنتهما الثانية أوليفيا ولدت عام 2010, وانفصل عنها في شهر مارس من عام 2011 بعد ست سنين من المواعدة.
ولكنه عاد إليها في عام 2013، وفي عام 2014 تزوج منها، وقد أُقيم الزفاف الذي كان صغيراً وعائلياً في مدينة بوزويلو دي الاركون. في عام 2016 قرر أن ينفصل عنها رسمياً بعد اعلان علاقته الغرامية أمام الملأ مع الممثلة آنا بريندا.

## مواضيع ذات علاقة
- ويليام ليفي
- خيمينا نافاريتي
- دانييلا رومو
- مسلسل العاصفة

## وصلات خارجية
- إيفان سانشيز على موقع IMDb (الإنجليزية)
- إيفان سانشيز على موقع قاعدة بيانات الفيلم (الإنجليزية)